# Cymothoa exigua
Cymothoa exigua (vardagsspråk: "tungbitaren") är en fiskparasit, hörande till ordningen Isopoda (gråsuggor och tånglöss) bland kräftdjuren. Den suger blod från fiskens tunga, vilken förtvinar och så småningom ersätts av kräftdjuret, även funktionellt, vilket är unikt. Den finns huvudsakligen i haven kring Centralamerika.

## Levnadssätt och livscykel
Cymothoa exigua är en protandrisk hermafrodit, d.v.s. djuren är först hanar, sedan honor. De börjar sin livscykel som frisimmande hanar. Dessa tränger in i munhålan på en lämplig fisk genom munnen eller gälspringorna och fäster sig vid tungbasen med sina kraftiga klor på första benparet. Därefter suger den blod från artären till tungan, som så småningom förtvinar och dör bort på grund av den minskade blodtillförseln. Parasiten intar nu tungans plats; den har samma storlek och form som tungan. Den ersätter också funktionellt tungan, så att fisken kan fortsätta att äta och leva normalt, vilket även gynnar parasiten. Fisken skadas inte på något annat sätt, och verkar inte besvärad av parasitens närvaro. Detta är det enda kända fall där en parasit funktionellt ersätter en kroppsdel hos värden.
I fiskens mun växer nu parasiten och omvandlas till en hona, som kan bli upp till 29 mm lång. Mindre hanar, upp till 15 mm, förekommer ofta hos samma fisk i munhålan eller på gälarna. Parningen sker i värden, och äggen bärs en tid på honans undersida tills larverna släpps ut.

## Förekomst
Släktet Cymothoa har flera arter, men endast C. exigua förtär och ersätter värddjurets tunga. Arten har utbredning från Kalifornien till Ecuador och har även påträffats i Costa Rica. Ett exemplar har påträffats i England, sannolikt transporterat av en vilsekommen fisk.
Cymothoa exigua har påträffats som parasit hos åtta fiskarter i fyra familjer, men den huvudsakliga värden torde vara fiskar av den tropiska/subtropiska familjen Lutjanidae (eng. "snappers"), där den är känd från flera arter av släktet Lutjanus.

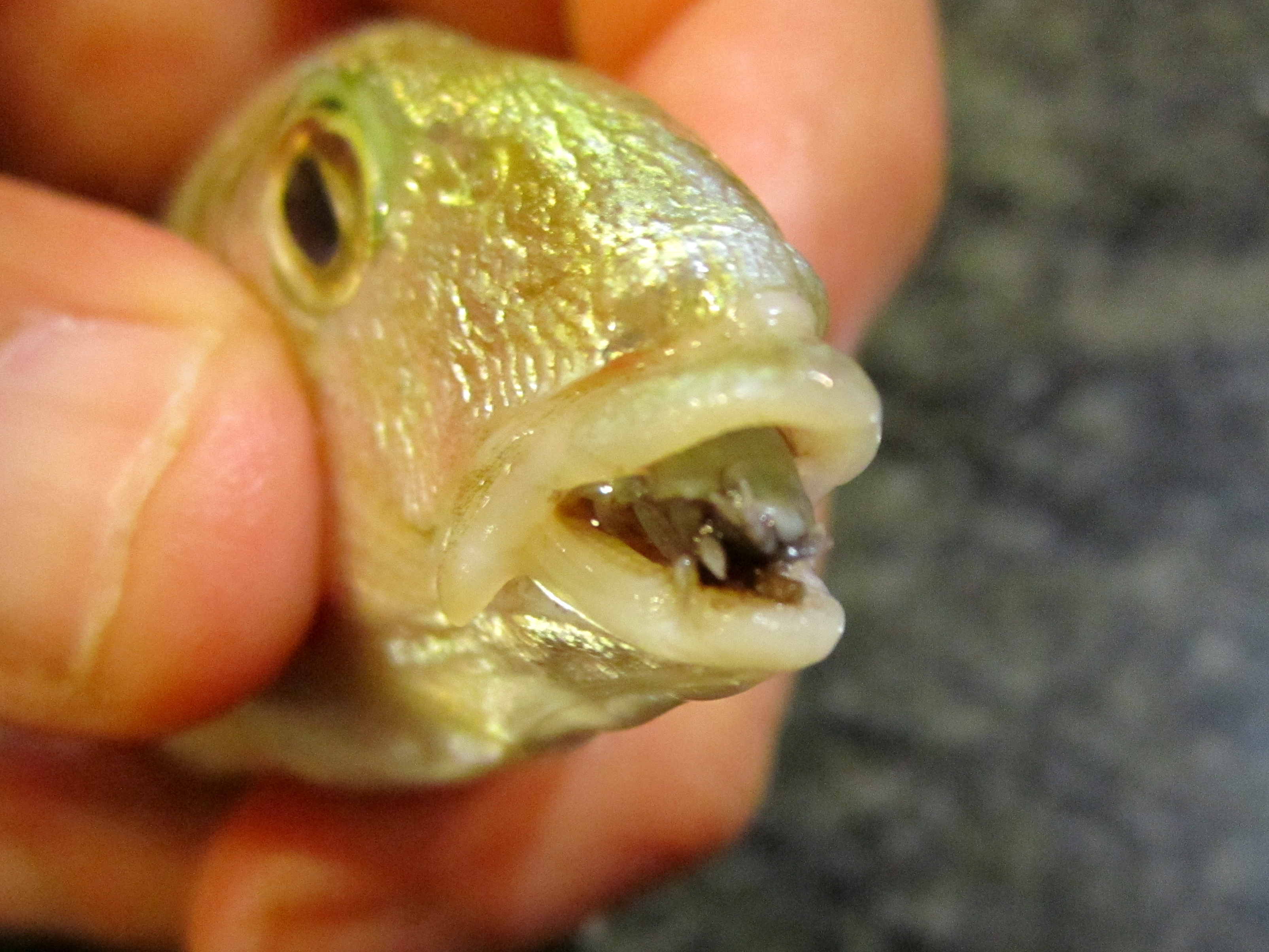